# Spiro Leka
Spiro Leka (Tirana, 14 gennaio 1965) è un ex cestista e allenatore di pallacanestro albanese.

## Palmarès

### Giocatore
- Campionato albanese: 7

Partizani Tirana: 1984, 1985, 1986, 1987, 1988, 1989, 1991
- Coppe d'Albania: 4

Partizani Tirana: 1984, 1987, 1989, 1990